# Klöpfer & Meyer Verlag
Der Klöpfer & Meyer Verlag GmbH & Co. KG war ein deutscher Literaturverlag mit Sitz in Tübingen.

## Geschichte
Der Verlag wurde im Dezember 1991 von Hubert Klöpfer, Klaus Meyer und Compagnons als „Verlag für Belletristik, Sachbücher und Essayistik“ in Tübingen gegründet. Nach dem Ausscheiden Klaus Meyers als Mitverleger wurde Klöpfer & Meyer im Juli 2000 zum Tochterverlag der DVA in München. Schon im Januar 2003, also vor dem sich abzeichnenden Verkauf der DVA durch die FAZ an den Branchenriesen Bertelsmann / Random House, holte Hubert Klöpfer seinen kleinen Verlag wieder als unabhängigen baden-württembergischen Verlag nach Tübingen zurück. Ab Sommer 2006 firmierte der Verlag in der Rechtsform einer GmbH & Co. KG mit Hubert Klöpfer als geschäftsführendem Gesellschafter.
Die Suche nach einem Nachfolger für Hubert Klöpfer erwies sich 2018 wegen struktureller Probleme der Buchbranche als schwierig. Die beiden Kulturwissenschaftler Hermann Bausinger und Thomas Knubben initiierten daraufhin im September 2018 das „Tübinger Memorandum: Wider das Sterben der Verlage, für Diversität der Literatur und Buchkultur“, das von mehr als einhundert Klöpfer & Meyer-Autoren unterzeichnet wurde.
Der Verlag Klöpfer & Meyer musste am 30. Juli 2019 Insolvenz anmelden.
Hubert Klöpfer führte seine verlegerische Arbeit in einer Neugründung fort: Die Wissenschafts-Verlegerfamilie Sonja und Gunter Narr sowie ihr Sohn Robert gründeten gemeinsam mit Hubert Klöpfer zum 1. April 2019 die Klöpfer, Narr GmbH mit Sitz in Tübingen. Verleger waren die Geschäftsführer Gunter Narr und Hubert Klöpfer. Nach elf Monaten als Gesellschafter und Programmchef verließ Hubert Klöpfer jedoch den Verlag wieder. Im Rahmen des Insolvenzverfahrens des Klöpfer & Meyer Verlags musste auch der Kauf von Titelrechten aus der Klöpfer & Meyer GmbH & Co. KG durch den Verlag Klöpfer, Narr GmbH rückabgewickelt werden.

## Programm
Klöpfer & Meyer verlegte Bücher aller literarischen Gattungen, das Verlagsprogramm verstand sich, frei nach Hannah Arendt, als Sammlung von Büchern fürs Denken & Lesen ohne Geländer. Zu den Autoren des Verlags zählen unter anderem Martin von Arndt, Hermann Bausinger, Maria Beig, Adrienne Braun, Draginja Dorpat, Irene Ferchl, Susanne Fritz, Ernst Halter, Felix Huby, Tanja Jeschke, Jochen Kelter, Hanns-Hermann Kersten, Karl-Josef Kuschel, Jürgen Lodemann, Kurt Oesterle, Peter Renz, Walle Sayer, Tina Stroheker, Thomas Vogel, Jürgen Wertheimer, Rainer Wochele, Manfred Zach, Eva Christina Zeller und Joachim Zelter.

## Auszeichnung
- 1996: Baden-württembergischer Landespreis für literarisch ambitionierte Verlage